# Trial

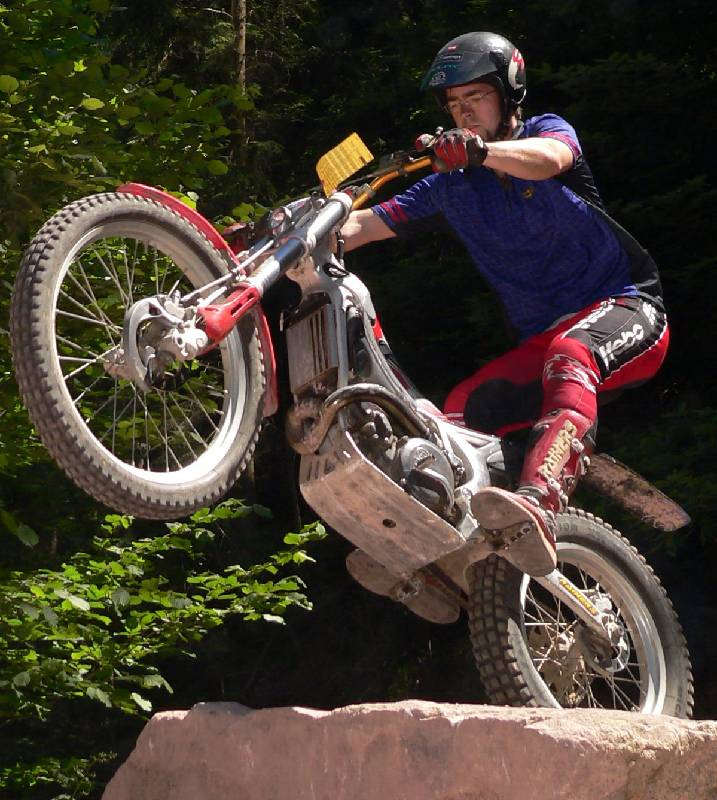
Una moto da Trial in azione

Il trial è una disciplina sportiva. Esso nasce come una specialità del motociclismo, intorno agli anni cinquanta, ed il nome deriva dalla dicitura inglese "try all", che significa prova tutto, dando subito l'idea dello spirito di base di queste 'competizioni', di provare ad affrontare e superare ogni tipo di ostacolo naturale (delle prove outdoor, all'aperto) o artificiale (delle gare indoor, al chiuso). 
Il termine è poi passato al ciclismo sportivo (bike trial) ed anche ad altri tipi di veicoli con 4 o più ruote (truck trial). 

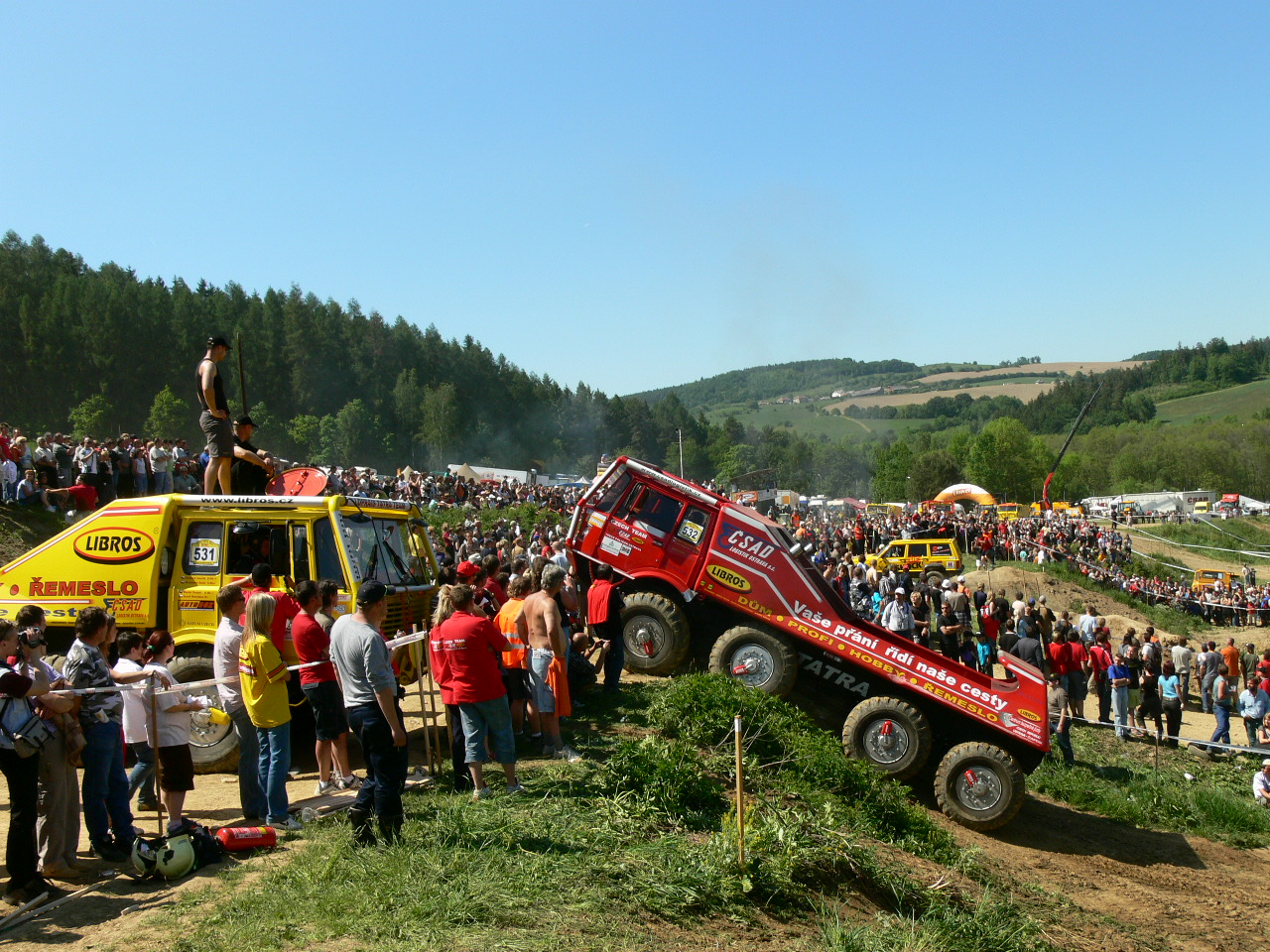
Competizione internazionale di truck trial

## Motociclismo
Un'altra definizione che ne può specificare meglio lo spirito, è: "il Trial è l'unico sport motoristico in cui la velocità non è uno dei parametri più importanti", nonostante non sia vero in senso assoluto. Probabilmente è anche l'unico sport motoristico dove l'abilità del pilota è nettamente più importante della bontà del mezzo.
Questo sport è ormai diffuso un po' in tutto il mondo, ma le schiere dei più folti appassionati, sono in Italia, Spagna, Gran Bretagna e Giappone, da cui provengono i più importanti campioni degli ultimi anni, e nelle quali nazioni hanno sede le più importanti case produttrici di questo particolare tipo di motociclette.  

### Storia
La storia del trial sembra risalire ai primi anni del XX secolo britannico, con le prime gare delle moto di serie, obbligate a percorrere le strade dell'epoca (in condizioni pessime), intervallate da salite ripidissime. Ma il Trial moderno nasce alla fine della seconda guerra mondiale e dall'inizio degli anni cinquanta nacquero i primi prototipi (works bikes) delle più famose case inglesi (come: Norton, AJS Matchless Ariel, Triumph, Francis-Barnett, Sun, BSA, Greeves e molte altre), appositamente progettati per questo "nuovo sport". Alcuni modelli entrarono poi nei listini e furono prodotti in discrete quantità, dato il crescente numero di richieste da parte degli appassionati. Il trial divenne il vero banco di prova per misurare l'abilità di guida dei piloti e nel contempo anche un eccellente punto di confronto dei mezzi.
Il primo Campionato mondiale di trial venne organizzato nel 1975 e, in quell'edizione inaugurale, la prova italiana fu disputata sul circuito del Vandalino. Altri eventi degni di nota sono, il Trial delle Nazioni, disputato a squadre, la Sei Giorni di Scozia, la cui prima edizione si tenne nel 1909 (sulle Highlands scozzesi) e lo Scott Trial, nato nel 1914 e disputato ancora oggi.

### Regolamento
Una competizione Trial all'aperto (outdoor) si sviluppa in genere su un percorso diviso in numerose zone, tipo 15-20 circa (percorsi "fettucciati" o limitati con fettucce) che comprendono ostacoli da superare per un numero arbitrario di giri (di solito 2 o 3 giri), in un tempo massimo di 5 o 6 ore. 
Lo scopo dei concorrenti è di affrontare una zona alla volta, cercando di superare gli ostacoli naturali (fiumi, rocce, muretti, tronchi d'albero, salite ripidissime, curve strette, ecc.), senza mai appoggiare i piedi a terra. Alla fine della prova verranno sommati i punti di penalità in base agli errori commessi, secondo questa tabella:
- – 1 punto = appoggio di un piede a terra
- – 2 punti = appoggio di due piedi a terra (contemporaneamente o di seguito)
- – 3 punti = tre o più appoggi di piede a terra
- – 5 punti = arretramento della moto sul percorso, appoggio a terra del manubrio, "rottura" di una fettuccia, incrocio di traiettoria, mancato completamento della zona e, con già un piede a terra, il togliere una mano dal manubrio o lo spegnimento del motore

Esistono anche penalità di "tempo", per ogni minuto di ritardo sul previsto, per completare un giro. Ciò comporta che alcuni piloti, alle battute finali della gara, preferiscano "saltare" una zona, subendo la penalizzazione prevista di 5 punti, ma evitando così di correre il rischio che il tempo perso nel tentativo di superare la zona stessa, comporti una penalità maggiore. 
Naturalmente, il vincitore della competizione sarà chi avrà totalizzato il minor numero di penalità, alla fine di tutte le zone. 

### Le motociclette da Trial

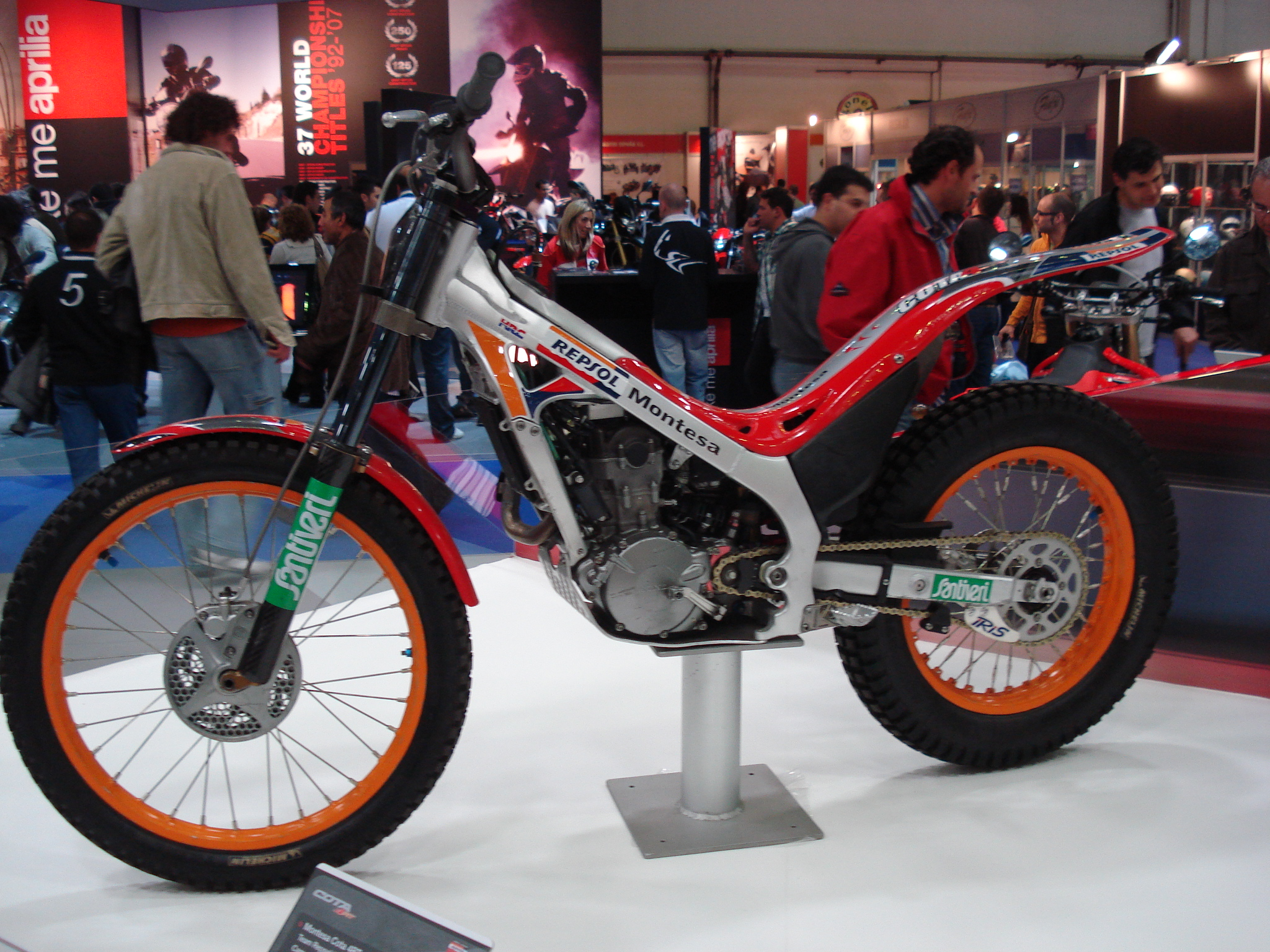

Le caratteristiche di una classica moto da trial sono:
- Peso ridotto, che non supera i 75 kg.
- Dimensioni ridotte e compatte del corpo e del serbatoio, con baricentro basso, ma un manubrio abbastanza ampio, per garantire maggiore agilità ed equilibrio.
- Protezione del sotto-motore, con buona resistenza, per poter appoggiare (anche violentemente) la moto sull'ostacolo, senza subire danni.
- Motori di bassa cilindrata, compresa tra 50 e 300 cm³, ma con coppia motrice molto alta e quasi costante al variare del numero di giri (solitamente basso), che è molto più importante della potenza massima (più utile dove è richiesta un'alta velocità).
- L'assenza di una sella (o la sua minimizzazione più spinta), praticamente mai usata dal pilota, che guida per lo più del tempo in piedi, puntellato sulle pedane e sul manubrio.

Le moto da trial sono mezzi del tutto inadatti per gli spostamenti di lunghe percorrenze, nonostante vengano prodotte anche per circolare sulle strade pubbliche regolamentate. 
I produttori moderni di queste moto, sono la Beta (italiana), le spagnole, Gas Gas, Montesa (ormai proprietà Honda), Sherco e Vertigo, e la Scorpa (francese). La Fantic Motor è stata un'azienda italiana molto impegnata in questo sport dagli anni settanta, ma fallita nella seconda metà degli anni novanta. Rilevata nel 2003, oggi è rinata e si dedica, per il momento, solo alla Produzione di moto da enduro e motard di cilindrata 50 e 125 cc. Anche le italiane Moto Guzzi ed SWM, sono state attive nel campo del Trial.
Invece, la Bultaco, dalla quale la Sherco rinascerà alla fine degli anni '90, fallì negli anni '80 in seguito alla grande crisi che colpì il mercato dei motocicli in quegli anni. Un parente della famiglia Bultò (proprietaria del marchio Bultaco), è l'ex campione di moto GP, lo spagnolo Sete Gibernau, sulla cui tuta da gara, sul retro si può notare il pollice alzato giallo, simbolo della casa spagnola Bultaco, proprietà di suo nonno.
Nel 2010 rinasce, inoltre, la Ossa, ma purtroppo i pochi test effettuati sul nuovo mezzo, decretano la morte prematura del progetto di moto da trial più innovativo degli ultimi 20 anni.

### Il Trial indoor
Con l'avvento della televisione si è sviluppata anche una variante al coperto del trial, disputata in palazzetti dello sport appositamente attrezzati. In questo caso, gli ostacoli naturali sono sostituiti da manufatti in cemento, pneumatici da camion e costruzioni artificiali che simulano ruscelli e cascate. Esiste un campionato del mondo indoor, nato nel 1993 e oggi denominato X-Trial, il cui calendario si sovrappone in parte con quello della sua controparte all'aperto.

### Il trial al femminile
Il Trial motociclistico comincia ad interessare anche il mondo femminile. C'è un campionato del mondo dal 2000, con un numero di prove in crescendo, oggi arrivate a 5. Il primo meeting internazionale si è svolto in Italia, grazie alla passione di un giornalista torinese, specializzato di questa disciplina, Mario Candellone che il 31 agosto 1997 sulle pendici del Monte Vandalino a Torre Pellice, è riuscito a mettere insieme una ventina di ragazze di provenienza di Norvegia (le più numerose), Germania, Francia, Stati Uniti, Belgio, Finlandia, Spagna ed Italia per dare vita ad una gara che poi è stata ripetuta nei due anni successivi, con un crescente successo. La formula prevedeva anche una classifica a squadre, stile Trial Delle Nazioni, per cui vi hanno preso parte ragazze giapponesi, canadesi, australiane. A questo punto la FIM ha pensato di istituire il primo Trial delle Nazioni femminile e contemporaneamente Campionato del Mondo in prova unica in quel di Seva, Spagna, nel 2000. Nel 1997 vi aveva partecipato anche una bambina di 12 anni, di nome Laia Sanz che dopo innumerevoli titoli mondiali ed europei nel Trial, ora vince e domina nell'Enduro, ed impressiona il suo nono posto nel 2015 alla "Dakar".

### Produttori

#### In attività
- Gas Gas
- Sherco
- Montesa di proprietà e motorizzata dalla Honda
- Beta Motor
- Scorpa
- OSSA
- TRS
- Vertigo

Electric Motion (moto elettriche)

#### Ex produttori
- Joël Corroy Moto (JCM)
- Alpha
- Merlin
- Bultaco
- Mecatecno
- Greeves
- Norton
- Aprilia
- Cagiva
- Fantic Motor
- Garelli
- Italjet
- SWM
- Yamaha Motor
- Honda

### Campioni del mondo

#### Mondiale Outdoor[2]
| Anno | Nome              | Paese                  | Marca        | Modello         | Titolo Costruttori | Paese               | Note                           |
| ---- | ----------------- | ---------------------- | ------------ | --------------- | ------------------ | ------------------- | ------------------------------ |
| 2021 | Toni Bou          | Spagna (bandiera)      | Montesa      | Cota 4RT        | Montesa            | Spagna (bandiera)   |                                |
| 2020 | Toni Bou          | Spagna (bandiera)      | Montesa      | Cota 4RT        | Montesa            | Spagna (bandiera)   |                                |
| 2019 | Toni Bou          | Spagna (bandiera)      | Montesa      | Cota 4RT        | Montesa            | Spagna (bandiera)   |                                |
| 2018 | Toni Bou          | Spagna (bandiera)      | Montesa      | Cota 4RT        | Montesa            | Spagna (bandiera)   |                                |
| 2017 | Toni Bou          | Spagna (bandiera)      | Montesa      | Cota 4RT        | Montesa            | Spagna (bandiera)   |                                |
| 2016 | Toni Bou          | Spagna (bandiera)      | Montesa      | Cota 4RT        | Montesa            | Spagna (bandiera)   |                                |
| 2015 | Toni Bou          | Spagna (bandiera)      | Montesa      | Cota 4RT        | Montesa            | Spagna (bandiera)   |                                |
| 2014 | Toni Bou          | Spagna (bandiera)      | Montesa      | Cota 4RT        | Montesa            | Spagna (bandiera)   |                                |
| 2013 | Toni Bou          | Spagna (bandiera)      | Montesa      | Cota 4RT        | Montesa            | Spagna (bandiera)   |                                |
| 2012 | Toni Bou          | Spagna (bandiera)      | Montesa      | Cota 4RT        | Montesa            | Spagna (bandiera)   |                                |
| 2011 | Toni Bou          | Spagna (bandiera)      | Montesa      | Cota 4RT        | Montesa            | Spagna (bandiera)   |                                |
| 2010 | Toni Bou          | Spagna (bandiera)      | Montesa      | Cota 4RT        | Montesa            | Spagna (bandiera)   |                                |
| 2009 | Toni Bou          | Spagna (bandiera)      | Montesa      | Cota 4RT        | Montesa            | Spagna (bandiera)   |                                |
| 2008 | Toni Bou          | Spagna (bandiera)      | Montesa      | Cota 4RT        | Montesa            | Spagna (bandiera)   |                                |
| 2007 | Toni Bou          | Spagna (bandiera)      | Montesa      | Cota 4RT        | Montesa            | Spagna (bandiera)   |                                |
| 2006 | Adam Raga         | Spagna (bandiera)      | Gas Gas      | TXT Pro 300     | Montesa            | Spagna (bandiera)   |                                |
| 2005 | Adam Raga         | Spagna (bandiera)      | Gas Gas      | TXT Pro 300     | Gas Gas            | Spagna (bandiera)   |                                |
| 2004 | Takahisa Fujinami | Giappone (bandiera)    | Honda        | RTL 250         | Montesa            | Spagna (bandiera)   |                                |
| 2003 | Dougie Lampkin    | Regno Unito (bandiera) | Montesa      | Cota 315R       | Montesa            | Spagna (bandiera)   |                                |
| 2002 | Dougie Lampkin    | Regno Unito (bandiera) | Montesa      | Cota 315R       | Montesa            | Spagna (bandiera)   |                                |
| 2001 | Dougie Lampkin    | Regno Unito (bandiera) | Montesa      | Cota 315R       | Montesa            | Spagna (bandiera)   |                                |
| 2000 | Dougie Lampkin    | Regno Unito (bandiera) | Montesa      | Cota 315R       | Montesa            | Spagna (bandiera)   |                                |
| 1999 | Dougie Lampkin    | Regno Unito (bandiera) | Beta         | Techno          | Beta               | Italia (bandiera)   |                                |
| 1998 | Dougie Lampkin    | Regno Unito (bandiera) | Beta         | Techno          | Beta               | Italia (bandiera)   |                                |
| 1997 | Dougie Lampkin    | Regno Unito (bandiera) | Beta         | Techno          | Beta               | Italia (bandiera)   |                                |
| 1996 | Marc Colomer      | Spagna (bandiera)      | Montesa      | Cota 315R       | Montesa            | Spagna (bandiera)   |                                |
| 1995 | Jordi Tarrés      | Spagna (bandiera)      | Gas Gas      | Contact JTR 370 | Gas Gas            | Spagna (bandiera)   |                                |
| 1994 | Jordi Tarrés      | Spagna (bandiera)      | Gas Gas      |                 | Gas Gas            | Spagna (bandiera)   |                                |
| 1993 | Jordi Tarrés      | Spagna (bandiera)      | Gas Gas      | Contact JT25    | Gas Gas            | Spagna (bandiera)   |                                |
| 1992 | Tommi Ahvala      | Finlandia (bandiera)   | Aprilia      | Climber         | Aprilia            | Italia (bandiera)   |                                |
| 1991 | Jordi Tarrés      | Spagna (bandiera)      | Beta         | Zero 260        |                    |                     |                                |
| 1990 | Jordi Tarrés      | Spagna (bandiera)      | Beta         | Zero 260        |                    |                     |                                |
| 1989 | Jordi Tarrés      | Spagna (bandiera)      | Beta         |                 | Fantic Motor       | Italia (bandiera)   |                                |
| 1988 | Thierry Michaud   | Francia (bandiera)     | Fantic Motor |                 | Fantic Motor       | Italia (bandiera)   |                                |
| 1987 | Jordi Tarrés      | Spagna (bandiera)      | Beta         |                 |                    |                     |                                |
| 1986 | Thierry Michaud   | Francia (bandiera)     | Fantic Motor | 303             | Honda              | Giappone (bandiera) |                                |
| 1985 | Thierry Michaud   | Francia (bandiera)     | Fantic Motor |                 |                    |                     |                                |
| 1984 | Eddy Lejeune      | Belgio (bandiera)      | Honda        |                 | Honda              | Giappone (bandiera) |                                |
| 1983 | Eddy Lejeune      | Belgio (bandiera)      | Honda        | TLR 250         | Honda              | Giappone (bandiera) |                                |
| 1982 | Eddy Lejeune      | Belgio (bandiera)      | Honda        | TLR 250         |                    |                     |                                |
| 1981 | Gilles Burgat     | Francia (bandiera)     | SWM          |                 | Montesa            | Spagna (bandiera)   |                                |
| 1980 | Ulf Karlson       | Svezia (bandiera)      | Montesa      |                 | Montesa            | Spagna (bandiera)   |                                |
| 1979 | Bernie Schreiber  | Stati Uniti (bandiera) | Bultaco      |                 | Bultaco            | Spagna (bandiera)   |                                |
| 1978 | Yrjö Vesterinen   | Finlandia (bandiera)   | Bultaco      |                 | Bultaco            | Spagna (bandiera)   |                                |
| 1977 | Yrjö Vesterinen   | Finlandia (bandiera)   | Bultaco      |                 | Bultaco            | Spagna (bandiera)   |                                |
| 1976 | Yrjö Vesterinen   | Finlandia (bandiera)   | Bultaco      |                 | Bultaco            | Spagna (bandiera)   |                                |
| 1975 | Martin Lampkin    | Regno Unito (bandiera) | Bultaco      |                 | Bultaco            | Spagna (bandiera)   | "Campionato Mondiale di Trial" |
| 1974 | Malcolm Rathmell  | Regno Unito (bandiera) | Bultaco      |                 |                    |                     |                                |
| 1973 | Martin Lampkin    | Regno Unito (bandiera) | Bultaco      |                 |                    |                     |                                |
| 1972 | Mick Andrews      | Regno Unito (bandiera) | OSSA         | MAR 250         |                    |                     |                                |
| 1971 | Mick Andrews      | Regno Unito (bandiera) | OSSA         | MAR 250         |                    |                     |                                |
| 1970 | Sammy Miller      | Regno Unito (bandiera) | Bultaco      | Sherpa T        |                    |                     |                                |
| 1969 | Don Smith         | Regno Unito (bandiera) | Montesa      |                 |                    |                     |                                |
| 1968 | Sammy Miller      | Regno Unito (bandiera) | Bultaco      | Sherpa T        |                    |                     | "campionato europeo di trial"  |
| 1967 | Don Smith         | Regno Unito (bandiera) | Greeves      |                 |                    |                     |                                |
| 1966 | Gustav Franke     | Germania (bandiera)    | Zündapp      |                 |                    |                     |                                |
| 1965 | Gustav Franke     | Polonia (bandiera)     | Zündapp      |                 |                    |                     |                                |
| 1964 | Don Smith         | Regno Unito (bandiera) | Greeves      |                 |                    |                     | "International Trial Master"   |

#### Mondiale Indoor[3]
Attualmente (2011), il campionato Indoor non assegna il titolo costruttori.
| Anno | Nome             | Paese                  | Marca              | Modello     | Note                       |
| ---- | ---------------- | ---------------------- | ------------------ | ----------- | -------------------------- |
| 2021 | Toni Bou         | Spagna (bandiera)      | Montesa            | Cota 4RT    |                            |
| 2020 | Toni Bou         | Spagna (bandiera)      | Montesa            | Cota 4RT    |                            |
| 2019 | Toni Bou         | Spagna (bandiera)      | Montesa            | Cota 4RT    |                            |
| 2018 | Toni Bou         | Spagna (bandiera)      | Montesa            | Cota 4RT    |                            |
| 2017 | Toni Bou         | Spagna (bandiera)      | Montesa            | Cota 4RT    |                            |
| 2016 | Toni Bou         | Spagna (bandiera)      | Montesa            | Cota 4RT    |                            |
| 2015 | Toni Bou         | Spagna (bandiera)      | Montesa            | Cota 4RT    |                            |
| 2014 | Toni Bou         | Spagna (bandiera)      | Montesa            | Cota 4RT    |                            |
| 2013 | Toni Bou         | Spagna (bandiera)      | Montesa            | Cota 4RT    |                            |
| 2012 | Toni Bou         | Spagna (bandiera)      | Montesa            | Cota 4RT    |                            |
| 2011 | Toni Bou         | Spagna (bandiera)      | Montesa            | Cota 4RT    |                            |
| 2010 | Toni Bou         | Spagna (bandiera)      | Montesa            | Cota 4RT    |                            |
| 2009 | Toni Bou         | Spagna (bandiera)      | Montesa            | Cota 4RT    |                            |
| 2008 | Toni Bou         | Spagna (bandiera)      | Montesa            | Cota 4RT    |                            |
| 2007 | Toni Bou         | Spagna (bandiera)      | Montesa            | Cota 4RT    | Vinto con un GP d'anticipo |
| 2006 | Adam Raga        | Spagna (bandiera)      | Gas Gas            | TXT Pro 300 |                            |
| 2005 | Adam Raga        | Spagna (bandiera)      | Gas Gas            | TXT Pro 300 |                            |
| 2004 | Adam Raga        | Spagna (bandiera)      | Gas Gas            | TXT Pro 300 |                            |
| 2003 | Adam Raga        | Spagna (bandiera)      | Gas Gas            | TXT Pro 300 |                            |
| 2002 | Albert Cabestany | Spagna (bandiera)      | Beta Motor         | Rev 3 270   |                            |
| 2001 | Dougie Lampkin   | Regno Unito (bandiera) | Montesa            | Cota 315R   |                            |
| 2000 | Dougie Lampkin   | Regno Unito (bandiera) | Montesa            | Cota 315R   |                            |
| 1999 | Dougie Lampkin   | Regno Unito (bandiera) | Beta Motor         | Techno      |                            |
| 1998 | Dougie Lampkin   | Regno Unito (bandiera) | Beta Motor         | Techno      |                            |
| 1997 | Dougie Lampkin   | Regno Unito (bandiera) | Beta Motor         | Techno      |                            |
| 1996 | Marc Colomer     | Spagna (bandiera)      | Montesa            |             |                            |
| 1995 | Marc Colomer     | Spagna (bandiera)      | Beta Motor/Montesa |             |                            |
| 1994 | Marc Colomer     | Spagna (bandiera)      | Beta Motor         |             |                            |
| 1993 | Tommi Ahvala     | Finlandia (bandiera)   | Aprilia            | Climber     |                            |

#### Mondiale Femminile[4]
Attualmente (2011), il campionato femminile non assegna il titolo costruttori.
| Anno | Nome         | Paese                  | Marca   | Modello | Note                                                                       |
| ---- | ------------ | ---------------------- | ------- | ------- | -------------------------------------------------------------------------- |
| 2017 | Emma Bristow | Regno Unito (bandiera) | Sherco  |         |                                                                            |
| 2016 | Emma Bristow | Regno Unito (bandiera) | Sherco  |         |                                                                            |
| 2015 | Emma Bristow | Regno Unito (bandiera) | Sherco  |         |                                                                            |
| 2014 | Emma Bristow | Regno Unito (bandiera) | Sherco  |         |                                                                            |
| 2013 | Laia Sanz    | Spagna (bandiera)      | Montesa |         |                                                                            |
| 2012 | Laia Sanz    | Spagna (bandiera)      | Gas Gas |         |                                                                            |
| 2011 | Laia Sanz    | Spagna (bandiera)      | Montesa |         |                                                                            |
| 2010 | Laia Sanz    | Spagna (bandiera)      | Montesa |         |                                                                            |
| 2009 | Laia Sanz    | Spagna (bandiera)      | Montesa |         |                                                                            |
| 2008 | Laia Sanz    | Spagna (bandiera)      | Montesa |         |                                                                            |
| 2007 | Iris Krämer  | Germania (bandiera)    | Scorpa  |         | dal 2007 il trofeo ha assunto l'importante status di "Campionato Mondiale" |
| 2006 | Laia Sanz    | Spagna (bandiera)      | Montesa |         |                                                                            |
| 2005 | Laia Sanz    | Spagna (bandiera)      | Montesa |         |                                                                            |
| 2004 | Laia Sanz    | Spagna (bandiera)      | Montesa |         |                                                                            |
| 2003 | Laia Sanz    | Spagna (bandiera)      | Montesa |         |                                                                            |
| 2002 | Laia Sanz    | Spagna (bandiera)      | Beta    |         |                                                                            |
| 2001 | Laia Sanz    | Spagna (bandiera)      | Beta    |         |                                                                            |
| 2000 | Laia Sanz    | Spagna (bandiera)      | Gas Gas |         | dal 2000 al 2006 il trofeo era denominato "Coppa del Mondo FIM"            |

## Ciclismo
Il bike trial nasce da una costola del trial "motoristico" negli anni Settanta, evolvendosi nel tempo sino a diventare una disciplina a sé stante nella quale gli atleti devono superare una serie di ostacoli utilizzando biciclette speciali da 20 o 26 pollici. Negli ultimi anni è andata a formarsi anche una specialità a parte, denominata street trials, che prevede l'utilizzo di biciclette da 24 pollici leggermente diverse da quelle comunemente utilizzate nelle competizioni di bike trial. Tra gli interpreti più affermati dello street trials figurano atleti come l'austriaco Fabio Wibmer e lo scozzese Danny MacAskill.